# Unicodeblock Sogdisch
Der Unicodeblock Sogdisch (Sogdian, U+10F30 bis U+10F6F) enthält die Schriftzeichen der altsogdischen Sprache, deren Schrift auf der aramäischen Schrift basiert.

## Liste
| Unicodenummer   | Zeichen (400 %) | Kategorie                               | Bidirektionale Klasse              | Offizielle Bezeichnung                          | Beschreibung                                               |
| --------------- | --------------- | --------------------------------------- | ---------------------------------- | ----------------------------------------------- | ---------------------------------------------------------- |
| U+10F30 (69424) | 𐼰               | anderer Buchstabe, Silbe oder Ideogramm | rechts nach links (nicht-arabisch) | SOGDIAN LETTER ALEPH                            | Sogdischer Buchstabe Aleph                                 |
| U+10F31 (69425) | 𐼱               | anderer Buchstabe, Silbe oder Ideogramm | rechts nach links (nicht-arabisch) | SOGDIAN LETTER BETH                             | Sogdischer Buchstabe Beth                                  |
| U+10F32 (69426) | 𐼲               | anderer Buchstabe, Silbe oder Ideogramm | rechts nach links (nicht-arabisch) | SOGDIAN LETTER GIMEL                            | Sogdischer Buchstabe Gimel                                 |
| U+10F33 (69427) | 𐼳               | anderer Buchstabe, Silbe oder Ideogramm | rechts nach links (nicht-arabisch) | SOGDIAN LETTER HE                               | Sogdischer Buchstabe He                                    |
| U+10F34 (69428) | 𐼴               | anderer Buchstabe, Silbe oder Ideogramm | rechts nach links (nicht-arabisch) | SOGDIAN LETTER WAW                              | Sogdischer Buchstabe Waw                                   |
| U+10F35 (69429) | 𐼵               | anderer Buchstabe, Silbe oder Ideogramm | rechts nach links (nicht-arabisch) | SOGDIAN LETTER ZAYIN                            | Sogdischer Buchstabe Zayin                                 |
| U+10F36 (69430) | 𐼶               | anderer Buchstabe, Silbe oder Ideogramm | rechts nach links (nicht-arabisch) | SOGDIAN LETTER HETH                             | Sogdischer Buchstabe Heth                                  |
| U+10F37 (69431) | 𐼷               | anderer Buchstabe, Silbe oder Ideogramm | rechts nach links (nicht-arabisch) | SOGDIAN LETTER YODH                             | Sogdischer Buchstabe Yodh                                  |
| U+10F38 (69432) | 𐼸               | anderer Buchstabe, Silbe oder Ideogramm | rechts nach links (nicht-arabisch) | SOGDIAN LETTER KAPH                             | Sogdischer Buchstabe Kaph                                  |
| U+10F39 (69433) | 𐼹               | anderer Buchstabe, Silbe oder Ideogramm | rechts nach links (nicht-arabisch) | SOGDIAN LETTER LAMEDH                           | Sogdischer Buchstabe Lamedh                                |
| U+10F3A (69434) | 𐼺               | anderer Buchstabe, Silbe oder Ideogramm | rechts nach links (nicht-arabisch) | SOGDIAN LETTER MEM                              | Sogdischer Buchstabe Mem                                   |
| U+10F3B (69435) | 𐼻               | anderer Buchstabe, Silbe oder Ideogramm | rechts nach links (nicht-arabisch) | SOGDIAN LETTER NUN                              | Sogdischer Buchstabe Nun                                   |
| U+10F3C (69436) | 𐼼               | anderer Buchstabe, Silbe oder Ideogramm | rechts nach links (nicht-arabisch) | SOGDIAN LETTER SAMEKH                           | Sogdischer Buchstabe Samekh                                |
| U+10F3D (69437) | 𐼽               | anderer Buchstabe, Silbe oder Ideogramm | rechts nach links (nicht-arabisch) | SOGDIAN LETTER AYIN                             | Sogdischer Buchstabe Ayin                                  |
| U+10F3E (69438) | 𐼾               | anderer Buchstabe, Silbe oder Ideogramm | rechts nach links (nicht-arabisch) | SOGDIAN LETTER PE                               | Sogdischer Buchstabe Pe                                    |
| U+10F3F (69439) | 𐼿               | anderer Buchstabe, Silbe oder Ideogramm | rechts nach links (nicht-arabisch) | SOGDIAN LETTER SADHE                            | Sogdischer Buchstabe Sadhe                                 |
| U+10F40 (69440) | 𐽀               | anderer Buchstabe, Silbe oder Ideogramm | rechts nach links (nicht-arabisch) | SOGDIAN LETTER RESH-AYIN                        | Sogdischer Buchstabe Resh-Ayin                             |
| U+10F41 (69441) | 𐽁               | anderer Buchstabe, Silbe oder Ideogramm | rechts nach links (nicht-arabisch) | SOGDIAN LETTER SHIN                             | Sogdischer Buchstabe Shin                                  |
| U+10F42 (69442) | 𐽂               | anderer Buchstabe, Silbe oder Ideogramm | rechts nach links (nicht-arabisch) | SOGDIAN LETTER TAW                              | Sogdischer Buchstabe Taw                                   |
| U+10F43 (69443) | 𐽃               | anderer Buchstabe, Silbe oder Ideogramm | rechts nach links (nicht-arabisch) | SOGDIAN LETTER FETH                             | Sogdischer Buchstabe Feth                                  |
| U+10F44 (69444) | 𐽄               | anderer Buchstabe, Silbe oder Ideogramm | rechts nach links (nicht-arabisch) | SOGDIAN LETTER LESH                             | Sogdischer Buchstabe Lesh                                  |
| U+10F45 (69445) | 𐽅               | anderer Buchstabe, Silbe oder Ideogramm | rechts nach links (nicht-arabisch) | SOGDIAN INDEPENDENT SHIN                        | Sogdisches Unabhängiges Shin                               |
| U+10F46 (69446) | 𐽆                | Markierung ohne Extrabreite             | rechts nach links (nicht-arabisch) | SOGDIAN COMBINING DOT BELOW                     | Sogdisches Kombinierendes Zeichen: Punkt darunter          |
| U+10F47 (69447) | 𐽇                | Markierung ohne Extrabreite             | rechts nach links (nicht-arabisch) | SOGDIAN COMBINING TWO DOTS BELOW                | Sogdisches Kombinierendes Zeichen: Zwei Punkte darunter    |
| U+10F48 (69448) | 𐽈                | Markierung ohne Extrabreite             | rechts nach links (nicht-arabisch) | SOGDIAN COMBINING DOT ABOVE                     | Sogdisches Kombinierendes Zeichen: Punkte darüber          |
| U+10F49 (69449) | 𐽉                | Markierung ohne Extrabreite             | rechts nach links (nicht-arabisch) | SOGDIAN COMBINING TWO DOTS ABOVE                | Sogdisches Kombinierendes Zeichen: Zwei Punkte darüber     |
| U+10F4A (69450) | 𐽊                | Markierung ohne Extrabreite             | rechts nach links (nicht-arabisch) | SOGDIAN COMBINING CURVE ABOVE                   | Sogdisches Kombinierendes Zeichen: Bogen darüber           |
| U+10F4B (69451) | 𐽋                | Markierung ohne Extrabreite             | rechts nach links (nicht-arabisch) | SOGDIAN COMBINING CURVE BELOW                   | Sogdisches Kombinierendes Zeichen: Bogen darunter          |
| U+10F4C (69452) | 𐽌                | Markierung ohne Extrabreite             | rechts nach links (nicht-arabisch) | SOGDIAN COMBINING HOOK ABOVE                    | Sogdisches Kombinierendes Zeichen: Haken darüber           |
| U+10F4D (69453) | 𐽍                | Markierung ohne Extrabreite             | rechts nach links (nicht-arabisch) | SOGDIAN COMBINING HOOK BELOW                    | Sogdisches Kombinierendes Zeichen: Haken darunter          |
| U+10F4E (69454) | 𐽎                | Markierung ohne Extrabreite             | rechts nach links (nicht-arabisch) | SOGDIAN COMBINING LONG HOOK BELOW               | Sogdisches Kombinierendes Zeichen: Langer Haken darunter   |
| U+10F4F (69455) | 𐽏                | Markierung ohne Extrabreite             | rechts nach links (nicht-arabisch) | SOGDIAN COMBINING RESH BELOW                    | Sogdisches Kombinierendes Zeichen: Resh darunter           |
| U+10F50 (69456) | 𐽐                | Markierung ohne Extrabreite             | rechts nach links (nicht-arabisch) | SOGDIAN STROKE BELOW                            | Sogdisches Kombinierendes Zeichen: Strich darunter         |
| U+10F51 (69457) | 𐽑               | anderes Zahlzeichen                     | rechts nach links (nicht-arabisch) | SOGDIAN NUMBER ONE                              | Sogdisches Zahlzeichen Eins                                |
| U+10F52 (69458) | 𐽒               | anderes Zahlzeichen                     | rechts nach links (nicht-arabisch) | SOGDIAN NUMBER TEN                              | Sogdisches Zahlzeichen Zehn                                |
| U+10F53 (69459) | 𐽓               | anderes Zahlzeichen                     | rechts nach links (nicht-arabisch) | SOGDIAN NUMBER TWENTY                           | Sogdisches Zahlzeichen Zwanzig                             |
| U+10F54 (69460) | 𐽔               | anderes Zahlzeichen                     | rechts nach links (nicht-arabisch) | SOGDIAN NUMBER ONE HUNDRED                      | Sogdisches Zahlzeichen Hundert                             |
| U+10F55 (69461) | 𐽕               | andere Interpunktion                    | rechts nach links (nicht-arabisch) | SOGDIAN PUNCTUATION TWO VERTICAL BARS           | Sogdische Interpunktion zwei vertikale Striche             |
| U+10F56 (69462) | 𐽖               | andere Interpunktion                    | rechts nach links (nicht-arabisch) | SOGDIAN PUNCTUATION TWO VERTICAL BARS WITH DOTS | Sogdische Interpunktion zwei vertikale Striche mit Punkten |
| U+10F57 (69463) | 𐽗               | andere Interpunktion                    | rechts nach links (nicht-arabisch) | SOGDIAN PUNCTUATION CIRCLE WITH DOT             | Sogdische Interpunktion Kreis mit Punkt                    |
| U+10F58 (69464) | 𐽘               | andere Interpunktion                    | rechts nach links (nicht-arabisch) | SOGDIAN PUNCTUATION TWO CIRCLES WITH DOTS       | Sogdische Interpunktion zwei Kreise mit Punkt              |
| U+10F59 (69465) | 𐽙               | andere Interpunktion                    | rechts nach links (nicht-arabisch) | SOGDIAN PUNCTUATION HALF CIRCLE WITH DOT        | Sogdische Interpunktion Halbkreis mit Punkt                |